# Tetragnatha filiciphilia
Espèce
Tetragnatha filiciphilia est une espèce d'araignées aranéomorphes de la famille des Tetragnathidae.

## Distribution
Cette espèce est endémique de Maui à Hawaï,.

## Description
Le mâle holotype mesure 3,9 mm et la femelle paratype 4,8 mm.

## Publication originale
- Gillespie, 1992 : Hawaiian spiders of the genus Tetragnatha II. Species from natural areas of windward east Maui. Journal of Arachnology vol. 20, no 1, p. 1-17 (texte intégral).